# Anne-Lise Bardet
Anne-Lise Bardet (ur. 18 listopada 1969) – francuska kajakarka górska. Brązowa medalistka olimpijska z Sydney.
Zawody w 2000 były jej jedynymi igrzyskami olimpijskimi. Medal zdobyła w kajakowej jedynce. Na mistrzostwach świata zdobyła złoto w 2002 rywalizacji drużynowej, była też w tamtym roku trzecia w tej konkurencji na mistrzostwach Europy.